# Oda do melancholii (wiersz Johna Keatsa)
Oda do melancholii (ang. Ode on Melancholy) – wiersz angielskiego romantycznego poety Johna Keatsa, zaliczający się do grupy ód z 1819 roku. Utwór składa się z trzech strof dziesięciowersowych.
No, no, go not to Lethe, neither twist
Wolf's-bane, tight-rooted, for its poisonous wine;
Nor suffer thy pale forehead to be kiss'd
By nightshade, ruby grape of Proserpine;
Make not your rosary of yew-berries,
Nor let the beetle, nor the death-moth be
Your mournful Psyche, nor the downy owl
A partner in your sorrow's mysteries;
For shade to shade will come too drowsily,
And drown the wakeful anguish of the soul.
Na język polski omawiany utwór przełożył między innymi Gustaw Wolff.
Nie, nie, nie szukaj Lethe - nie wyciskaj wina
Z tojadu trującego z opornym korzeniem,
Nie pozwól, by ci czoło blade Prozerpina
Muskała słodkogorzu szkarłatnym dotknieniem,
Nie czyń sobie różańca z jagódek cisowych,
Nie daj, by skarabeusz lub ćma z głową trupią
Stały się twą żałobną Psyche, z swą katuszą
Nie zechciej zaznajamiać miękkopiórej sowy,
Bo cień za cieniem, sen ci niosąc, gdy się skupią,
Twej duszy czujną wiecznie boleść ci zagłuszą.
Własną wersję przedstawił również Adam Pomorski.